# صلح‌بانی

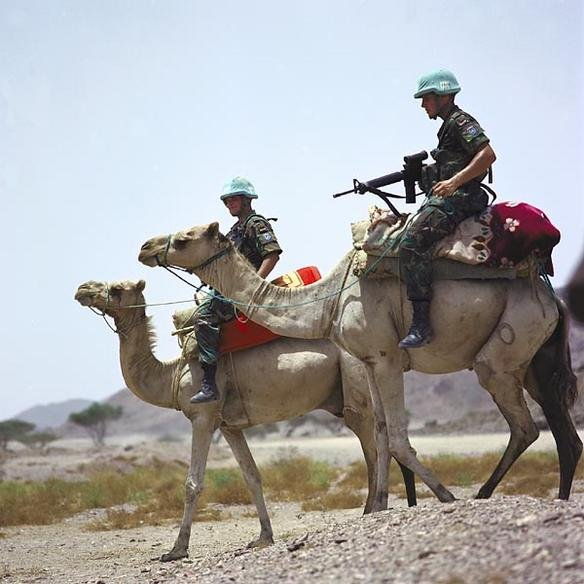
نیروهای حافظ صلح سازمان ملل متحد در حال کنترل مرزهای اریتره و اتیوپی

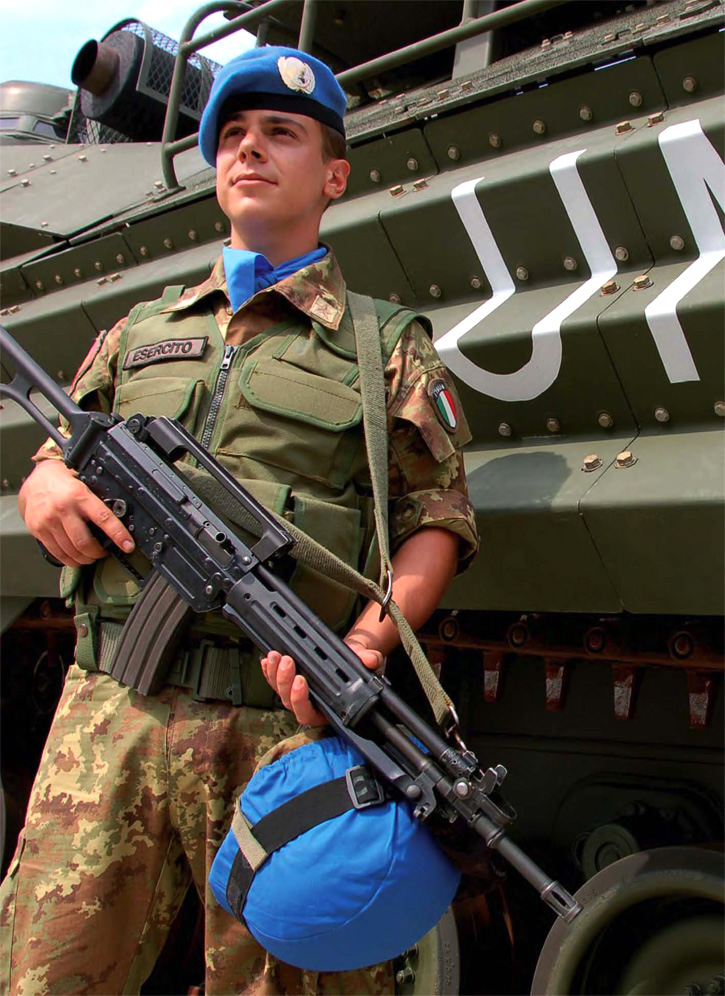
سرباز ایتالیایی در مرز لبنان

صلح‌بانی اشاره به فعالیت‌هایی دارد که رویکردشان ساخت شرایطی در خدمت صلح پایدار است. پژوهش‌ها عموماً نشان داده‌اند که صلح‌بانی، میزان قربانیان جنگ و احتمال بروز درگیری‌های نظامی مجدد را کاهش می‌دهد. در میان دولت‌ها و سازمان‌های دولت-ملت سازمان ملل، دریافتی عمومی وجود دارد مبنی بر این‌که صلح‌بانان، در سطح بین‌المللی روند صلح را در مناطق در حال گذار از مناقشه، مشاهده و بررسی می‌کنند و در صورت امکان، ستیزه‌جویان سابق را در به کار بستن تعهداتی که در معاهدهٔ صلح پذیرفته‌اند یاری می‌رسانند.
این همکاری ممکن است به اشکال گوناگون نمود پیدا کند از جمله اقدامات برای اطمینان‌سازی، تنظیم تقسیم قدرت، حمایت‌های انتخاباتی، تحکیم حاکمیت قانون و توسعهٔ اقتصادی و اجتماعی. به این ترتیب صلح‌بانان سازمان ملل (که معمولاً به خاطر کلاه بره یا کلاه‌خود آبی روشنی که می‌پوشند، کلاه آبی‌ها نامیده می‌شوند) می‌توانند شامل سربازها، افسران پلیس و پرسنل اداری غیرنظامی باشند. سازمان ملل تنها سازمانی نیست که مأموریت صلح‌بانی را اجرا می‌کند. نیروهای صلح‌بانی غیروابسته به سازمان ملل مانند مأموریت ناتو در کوزوو (با مجوز سازمان ملل) و نیروهای چندملیتی و ناظرین در شبه‌جزیره سینا از این جمله‌اند.
نیروی حافظ صلح علیه خشونت، نهادی مدنی است که به‌طور گسترده به داشتن تخصص در ایجاد صلح عمومی توسط داوطلبان و فعالین غیردولتی شناخته می‌شود.

## تاریخچهٔ صلح‌بانی

### صلح‌بانی در جنگ سرد
در ۱۹۸۸، جایزهٔ صلح نوبل به نیروهای صلح‌بانی سازمان ملل داده شد. در بیانیهٔ مطبوعاتی اعلام شد که این نیروها نمایانگر ارادهٔ آشکار ملت‌ها هستند و در جهت حل منازعات در سراسر جهان همکاری قاطعی داشته‌اند.

### از ۱۹۹۱
این دوره بعضاً منتهی به ایجاد کمیسیون تحکیم صلح شد که در زمینهٔ اجرای صلح پایدار از طریق بعضی فعالیت‌های مدنیِ مشابهِ کار صلح‌بانان فعالیت می‌کند، مانند انتخابات. این کمیسیون در حال حاضر با ۶ کشور که همه در آفریقا هستند کار می‌کند.

### جایزهٔ شجاعت
کاپیتان سالاریا - کنگو
در نوامبر ۱۹۶۱، شورای امنیت سازمان ملل تصمیم به جلوگیری از عملیات خصمانهٔ گروه‌های کاتانگیز در کنگو گرفت. این مسئله مواز توبل رهبر جدایی طلبان کاتانگا را برانگیخت که عملیات حمله به گروهی از سربازان سازمان ملل را شدت بخشد. در ۵ دسامبر ۱۹۶۱، یک دسته سرباز هندی وابسته به سازمان ملل با حمایت جنگنده ۳ اینچی به سنگرهای میان جاده‌ای کاتاگانی حمله کرد که بین مقر سازمان‌های اداری کاتانگی و فرودگاه الیزابت ویل واقع شده بودند. یک گروه گورخا تلاش کرد به این هنگ پیوسته و به سنگرها حمله کند، اما به محل متخاصمین در نزدیکی فرودگاه قدیمی برخوردند. گروه مذکور که به محل استقرار شورشیان که توسط تقریباً ۹۰ سرباز کاتاگان نگهداری می‌شد حمله کرد توسط کاپیتان هندی گورباچان سینگ سالاریا رهبری می‌شد. با وجود تنها ۱۶ سرباز در گروه و خلع سلاح شدن کاپیتان سالاریا و سربازان گروخای همراهش، آن‌ها با قدرت به دشمن -که مجبور به گریز شد- غلبه کردند.
در این درگیری، فرمانده سالاریا از ناحیهٔ گردن مورد اصابت گلوله قرار گرفت، اما به جنگ ادامه داد تا جایی که به علت وسعت جراحات از پا افتاد. به علت شجاعت عمل فداکارانهٔ او، مقر سازمان ملل در الیزابت ویل از محاصره نجات یافت و فرمانده سالاریا به بالاترین جایزهٔ نظامی هندوستان " پارام دیر چکرا " دست یافت.

### صلح‌بانی غیر وابسته به سازمان ملل
تمامی نیروهای صلح‌بانی بین‌المللی تحت کنترل مستقیم سازمان ملل متحد نیستند. در سال ۱۹۸۱، معاهدهٔ بین اسرائیل و مصر نیروهای چند ملیتی و ناظرین را شکل دادند که تا به امروز کماکان به بررسی و مشاهدهٔ شبه‌جزیرهٔ سینا می‌پردازد.

## ترکیب نیروهای صلح‌بان

### کشورهای مشارکت‌کننده

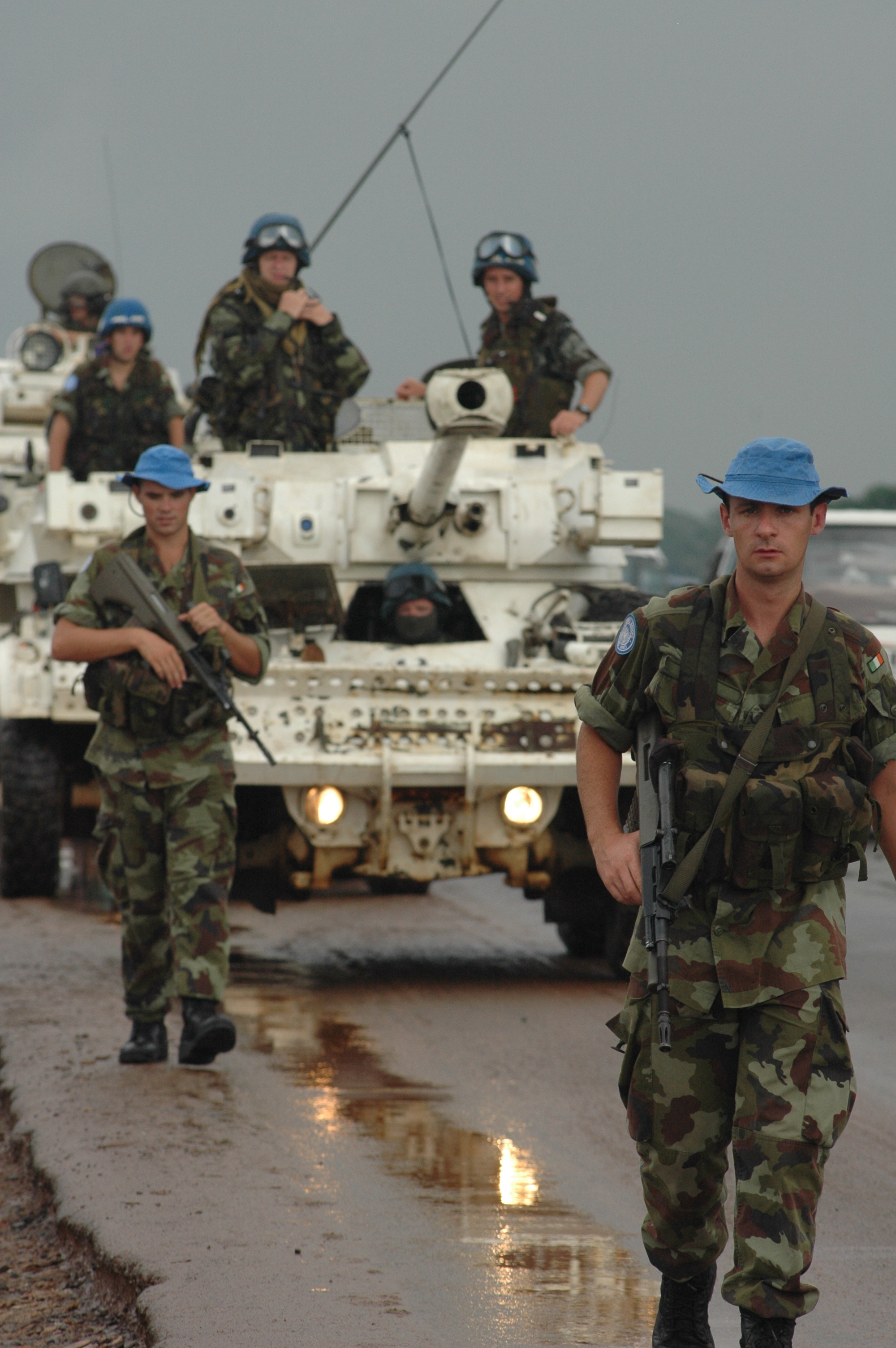
نیروهای ایرلندی در یک مأموریت گشت‌زنی در لیبریا (۲۰۰۶)

منشور ملل متحد تصریح کرده‌است که همهٔ کشورهای عضو سازمان ملل جهت همکاری در حفظ صلح و امنیت در سرتاسر جهان باید نیروها و تجهیزات نظامی ضروری را در دسترس شورای امنیت قرار دهند. از سال ۱۹۴۸، حدود ۱۳۰ کشور هم از طریق نیروی نظامی و هم پرسنل غیرنظامی در عملیات صلح همکاری کرده‌اند. در حالی‌که آمار دقیق همهٔ افرادی که از ۱۹۸۴ به بعد در مأموریت‌های صلح‌بانی خدمت کرده‌اند در دسترس نیست، تخمین زده می‌شود در ۵۶ سال گذشته حداکثر یک میلیون سرباز، افسر پلیس و کارمند تحت پرچم سازمان ملل خدمت کرده‌اند. تا ماه سپتامبر ۲۰۲۱، ۱۲۲ کشور در مجموع ۷۶٬۰۰۰ ناظر نظامی، پلیس و سرباز برای همکاری فرستاده‌اند.
با وجود تعداد زیاد مشارکت‌کنندگان، بیشترین مسئولیت بر عهدهٔ گروه متمرکزی از کشورهای در حال توسعه است که معمولاً از مشارکت در چنین مأموریت‌هایی منفعت مالی می‌برند. ۱۰ کشور عمدهٔ کمک‌رساننده به عملیات صلح‌بانی سازمان ملل تا اکتبر ۲۰۲۱، به‌ترتیب شامل بنگلادش (۶۴۴۷)، نپال (۵۰۴۴)، هند (۵۴۸۱)، رواندا (۵۲۶۳)، اتیوپی (۴۸۵۶)، پاکستان (۳۹۴۹)، مصر (۲۸۱۸)، اندونزی (۲۸۱۸)، غنا (۲۲۹۶) و چین (۲۲۴۸) هستند. همچنین بیش از ۱۴۰۰۰ پرسنل غیرنظامی از جمله پزشکان، کادر بهداشت و درمان و معلمین نیز در این ماموریت‌ها مشارکت داشته‌اند.
تا ۳۰ سپتامبر ۲۰۲۱، ۴۱۴۷ نفر، از بیش از ۱۰۰ کشور در حال خدمت در مأموریت‌های صلح‌بانی کشته شده‌اند. کشورهای دارای بیشترین کشته‌شدگان عبارت‌اند از:
هند (۱۷۴)، بنگلادش (۱۵۹)، پاکستان (۱۵۹)، نیجریه (۱۵۷)، غنا (۱۴۵)، اتیوپی (۱۳۸)، کانادا (۱۲۳)، فرانسه (۱۱۵) و بریتانیا (۱۰۶). از سال ۱۹۴۸، به‌طور میانگین، سالانه ۵۶ نیروی صلح‌بان در حین خدمت، جان باخته‌اند. این تعداد، در دهه‌های اخیر، دو برابر شده و از سال ۲۰۰۱، سالانه به‌طور میانگین، ۱۱۰ صلح‌بان کشته شده‌اند. حدود ۳۰ درصد از تلفات ۵۵ سال نخست صلح‌بانی سازمان ملل در بین سال‌های ۱۹۹۳ و ۱۹۹۵ رخ داده‌است.
کشورهای در حال توسعه بیش از کشورهای توسعه‌یافته متمایل به مشارکت در صلح‌بانی هستند. این موضوع، ممکن است به این خاطر باشد که نیروهای کشورهای کوچک‌تر، باعث تحریک تفکرات ضدامپریالیستی نمی‌شوند. برای مثال در دسامبر ۲۰۰۵ اریتره تمام پرسنل آمریکایی، روس، اروپایی و کانادائی را از مأموریت صلح‌بانی در مرزهایش با اتیوپی اخراج کرد. علاوه بر این، انگیزه‌ای اقتصادی برای کشورهای در حال توسعه محتمل است.
نرخ بازپرداخت توسط سازمان ملل به کشورهای مشارکت‌کننده به ازای هر صلح‌بان در هرماه به قرار زیر است:
۱۰۲۸ دلار برای حقوق و مستمری، ۳۰۳ دلار پرداخت اضافه برای متخصصین، ۶۸ دلار برای لباس‌های شخصی، اسباب و تجهیزات، ۵ دلار برای سلاح شخصی. این مبالغ می‌تواند منبع درآمد قابل توجهی برای کشورهای در حال توسعه باشد. تأمین، آموزش و تجهیزات مهم برای سربازان و همین‌طور حقوق آنان در مأموریت‌های صلح‌بانی سازمان ملل، به آن کشورها، وجههٔ بهتر و اعتبار می‌بخشد. حدود ۴٫۵ درصد از گروه‌ها و پلیس‌های غیرنظامی مستقر در مأموریت‌های صلح‌بانی سازمان ملل توسط اتحادیهٔ اروپا تأمین می‌شود و کمتر از یک درصد آن توسط ایالات متحده.

## انتقادات

### تأثیرات سیاسی در کشورهای فرستنده
دایانا مویر اپلبام، از ساخت ارتش در فیجی با هدف خدمت در مأموریت‌های صلح‌بانی بین‌المللی ابراز نگرانی کرده‌است، چرا که این ارتش داری قدرت کافی است برای کودتای مرحلهٔ ۴ و حکومت بیش از دو دهه بر فیجی به عنوان یک دیکتاتوری نظامی.

### قابلیت آسیب‌رسانی به سربازان
از آن‌جایی که صلح‌بانی می‌تواند بسیار استرس‌زا باشد، نگرانی‌هایی دربارهٔ آسیب‌های وارد بر سربازان وجود دارد. صلح‌بانان در معرض خطراتی هستند که توسط گروه‌های جنگ‌طلب و معمولاً در اقلیمی ناآشنا برایشان ایجاد می‌شود. این مسئله، افزایش مشکلات روانی مختلف، خودکشی و سوء مصرف مواد را به بار می‌آورد و درصد بالای صلح‌بانان قدیمی دارای این مشکلات نشانگر آن است. همچنین بودن یکی از والدین در مأموریتی فرامرزی برای دوره‌ای طولانی، برای خانوادهٔ صلح‌بانان استرس‌زا می‌باشد.
دیدگاه دیگری ناظر بر این مشکل است که صلح‌بانی ممکن است سربازها را نرم کرده و قابلیت‌های نبرد آن‌ها را فرسایش دهد چرا که نمایهٔ مأموریت در یک گروه صلح‌بانی کاملاً متفاوت از نمایهٔ یک واحد جنگی در نبردی تمام عیار است.

## صلح‌بانی و رسوائی سوءاستفاده جنسی کودکان

### صلح‌بانی،قاچاق انسان، وروسپی گریاجباری
گزارش‌ها گواه ازدیاد سریع روسپی‌گری در کامبوج، موزامبیک، بوسنی و کوزوو بعد از ورود نیروهای صلح سازمان ملل و در دو مورد اخیر، ناتو است. در مطالعهٔ سال ۱۹۹۶ سازمان ملل به نام تأثیر منازعهٔ نظامی بر کودکان، بانوی اول سابق موزامبیک گراسا ماشل شواهدی ارائه کرد مبنی بر این‌که در ۶ کشور از ۱۲ کشور، مطالعات روی استثمار جنسی کودکان در شرایط جنگی که برای گزارش مذکور آماده شده‌است نشان می‌دهد که ورود گروه‌های صلح‌بانی با رشد سریع آمار تن‌فروشی کودکان در ارتباط بوده‌است.
گیتا سهگل در سال ۲۰۰۴ در رابطه با این واقعیت که هرکجا نیروهایی برای مداخلهٔ بشر دوستانه راه‌اندازی می‌شوند، روسپی‌گری و سوءاستفادهٔ جنسی سر برمی‌آورد بیان کرد: مشکل سازمان ملل این است که به نظر می‌رسد عملیات صلح‌بانی متأسفانه در حال انجام همان اعمالی است که سایر ارتش‌ها انجام می‌دهند. حتی نگهبانان بایست نگهبانی شوند. پس از اتهام تجاوز به مرد ۱۸ ساله‌ای از هائیتی توسط سربازان صلح‌بانی اروگوئه‌ای سازمان ملل، خوزه موخیکا رئیس‌جمهور اروگوئه از میشل مارتلی رئیس‌جمهور هائیتی عذرخواهی کرد. مارتلی گفت «تجاوزی دسته‌جمعی بر یک شهروند جوان هائیتی» بدون مجازات نخواهد بود. چهار سرباز مظنون به دست داشتن در این تجاوز دستگیر شده‌اند.

### صلح‌بانان و بحران وبای هائیتی
شواهد علمی قابل توجهی که نخست توسط آسوشیتد پرس و سپس نیویورک تایمز، الجزیره و ای‌بی‌سی نیوز گزارش شد نشان می‌دهد که سربازهای صلح‌بانی نپالی مستقر در پایگاهی دور در میرباله، هائیتی باعث شیوع وبای همه‌گیر مهلکی شده‌اند که از اکتبر ۲۰۱۰ این کشور را به ویرانی کشیده‌است. وبا نوعی بیماری است که ناقل آن آب آلوده‌است، باعث اسهال و استفراغ می‌شود و در عرض چند ساعت در صورت عدم تزریق دارو و آب‌رسانی به بیمار می‌تواند کشنده باشد. تا ماه ژوئیه ۲۰۱۲ وبای همه‌گیر هائیتی بدترین در نوع خود در کل جهان بود: حدود ۷۵۰۰ نفر مرده و حدود ۵۸۵۰۰۰ هائیتی (حدود ۱ نفر از هر ۲۰ هائیتی) به این بیماری دچار شده بودند.
مطابق نظر هیئت متخصصین مستقل منتصب سازمان ملل دربارهٔ شیوع وبا در هائیتی، شرایط زندگی در پایگاه صلح‌بانی ناسالم بوده و حداقل به دو طریق آلودگی را به جریان‌های رودخانهٔ هائیتی منتقل کرده‌است: ساختار لوله‌های آب در محل حمام/دست‌شویی اصلی تصادفی و دارای قابلیت قابل توجهی برای سرایت آلودگی هستند… مخصوصاً آن دسته از لوله‌هایی که روی خندق‌های زه کشی شدهٔ سربازی می‌ریزند که از کمپ می‌گذرد و مستقیم در رودخانه تروبیوتری‌میه سرازیر می‌شود. علاوه بر این، هیئت مستقل گزارش کرد که فاضلاب سیاه آب پایگاه میرباله و دو پایگاه دیگر مرتباً در گودالی بدون حصار و سرباز تخلیه می‌شده که مستعد سرریز شدن بوده و احتمالاً در طول بارش باران به رود تریبوتری‌میه جریان می‌یافته‌است.
در نوامبر ۲۰۱۱، بیشتر از ۵۰۰۰ تن از قربانیان وبای همه گیر، در سیستم دعوی درونی سازمان ملل اقدام به طرح دعوی کردند و خواستار جبران خسارت از طریق دسترسی به آب سالم و زیربنای بهداشتی مورد نیاز برای کنترل این بیماری همه گیر، جبران خسارات فردی و معذرت خواهی رسمی شدند. در ژوئیه ۲۰۱۲، ۱۰۴ عضو کنگرهٔ ایالات متحده نامه‌ای را امضا کردند در تأیید اینکه اقدامات سازمان ملل وبا را به هائیتی برده و سازمان ملل بایست با وبا مبارزه و نهایتاً آن را از بین ببرد. در ۲۰۱۳ سازمان ملل این دعوی را رد کرد و وکلای قربانیان اقدام به شکایت از سازمان ملل در دادگاه کرده‌اند.

## اصلاحات پیشنهادی

### آنالیز براهیمی
در پاسخ به انتقادات، به‌ویژه در رابطه با سوءاستفادهٔ جنسی توسط صلح‌بانان، سازمان ملل قدم در راستای اصلاح اقداماتش کرده‌است. گزارش براهیمی یکی از اولین اقداماتی بود که برای پوشش مأموریت‌های صلح‌بانی سابق، ایزوله کردن کاستی‌ها، و قدم برداشتن در راه تعمیر این اشتباهات به منظور تضمین کارآمدی مأموریت‌های صلح‌بانی آینده برداشته شد. سازمان ملل متعهد به تداوم اجرای این اقدامات هنگام اجرای عملیات صلح‌بانی در آینده شده‌است. جنبه‌های تکنوکراسی فرایند صلح توسط DPKO در دستور کار اصلاحاتی "عملیات صلح ۲۰۱۰ " احیا و تداوم یافته‌است. از جمله این اقدامات، افزایش تعداد کارمندان، هماهنگی شرایط خدمت کارکنان میدانی و کارکنان ساکن در مقر، توسعه در دستورالعمل‌ها و روندهای استاندارد عملیات و بهبود در تنظیم شراکت بین دپارتمان عملیات صلح‌بانی (DPKO) و برنامهٔ عمران ملل متحد (UNPD)، اتحادیهٔ آفریقا و اتحادیهٔ اروپا می‌باشد. در سال ۲۰۰۸ سنگ بنای دکترینی گذاشته شد با عنوان "عملیات صلح‌بانی سازمان ملل: اصول و دستورالعمل هاً که بر اساس آنالیز براهیمی ساخته و پیکربندی می‌شود.